# دامودر دھرمانند کوسمبی
دامُودار دارماناندا کوسامبی (کونکانی: दामोदर धर्मानन्द कोसम्बी، انگلیسی: Damodar Dharmananda Kosambi; ۳۱ ژوئیه ۱۹۰۷ – ۲۹ ژوئن ۱۹۶۶) ریاضی‌دان، کارشناس آمار، فیلسوف، مورخ و همه‌چیزدان هندی بود که با معرفی عملکرد نقشه کوسمبی (انگلیسی: Kosambi map function) به ژنتیک کمک کرد. او به خاطر کارهایش در سکه‌شناسی و تألیف نسخه‌های انتقادی در زمینه متون باستانی سانسکریت مشهور است. کوسامبی همچنین یک مورخ مارکسیست بود که در مطالعه هند باستان تخصص داشت و در کار خود رویکردی ماتریالیستی تاریخی به‌کار می‌برد. او همچنین به دلیل نوشتن کتابی با نام مقدمه‌ای بر مطالعه تاریخ هند (انگلیسی: An Introduction to the Study of Indian History) شناخته شده‌است.